# 어둠 속의 목격자 (1995년 영화)
《어둠 속의 목격자》(The Wrong Woman)는 미국에서 제작된 더글러스 잭슨 감독의 1995년 영화이다. 낸시 맥키온 등이 주연으로 출연하였고 톰 베리 등이 제작에 참여하였다.

## 출연

### 주연
- 낸시 맥키온
- 미쉘 스카라벨리
- 첼시 필드

### 조연
- 게리 허드슨
- 스티븐 셀렌
- 라이먼 워드
- 캐서린 애쉬비
- 로버트 모렐리
- 도로시 베르망

## 기타
- 공동제작: 스테판 우도스라스키
- 미술: 사바 안드라스 케르테즈
- 의상: 트릭시 리튼하우스
- 배역: 캐시 헨더슨
- 배역: 조이 폴
- 배역: 앤드리아 케년
- 배역: 미리암 베지나